# Divizia C 1936-1937
Sezonul 1936-1937 al Diviziei C a reprezentat începutul celui de-al treilea nivel competițional din fotbalul românesc. În această ediție inaugurală, formatul a fost structurat pe cinci serii, iar echipele au fost repartizate pe criterii geografice. La finalul sezonului, câștigătoarele fiecărei serii au fost promovate în sezonul următor al Diviziei B.

## Localizarea echipelor
- Seria Sud - punct roșu, Seria Vest - punct albastru, Seria Nord - punct verde, Seria Centrală - punct galben, Seria Est - punct gri.

## Liga de Nord

### Seria I
| Loc | Echipa                 | MJ | V | E | Î | GM | GP | DG  | Pct | Promovare sau retrogradare         |
| --- | ---------------------- | -- | - | - | - | -- | -- | --- | --- | ---------------------------------- |
| 1   | Tricolor Baia Mare (Q) | 10 | 9 | 1 | 0 | 58 | 10 | +48 | 19  | Calificare în Finala Ligii de Nord |
| 2   | Barkohba Satu Mare     | 10 | 5 | 2 | 3 | 12 | 13 | −1  | 12  |                                    |
| 3   | CS Salonta             | 10 | 4 | 2 | 4 | 22 | 23 | −1  | 10  |                                    |
| 4   | Vestul Oradea          | 10 | 4 | 2 | 4 | 15 | 27 | −12 | 10  |                                    |
| 5   | Maramureș Sighet       | 10 | 2 | 1 | 7 | 9  | 34 | −25 | 5   |                                    |
| 6   | CFR Oradea             | 10 | 2 | 0 | 8 | 19 | 28 | −9  | 4   |                                    |

### Seria II
| Loc | Echipa                         | MJ | V | E | Î | GM | GP | DG | Pct | Promovare sau retrogradare         |
| --- | ------------------------------ | -- | - | - | - | -- | -- | -- | --- | ---------------------------------- |
| 1   | Ceramica Bistrița (Q)          | 10 | 5 | 4 | 1 | 26 | 17 | +9 | 14  | Calificare în Finala Ligii de Nord |
| 2   | CFR Cluj                       | 10 | 3 | 6 | 1 | 12 | 10 | +2 | 12  |                                    |
| 3   | CA Cluj                        | 10 | 2 | 7 | 1 | 15 | 12 | +3 | 11  |                                    |
| 4   | Uzinele Electrice Cluj         | 10 | 2 | 5 | 3 | 13 | 15 | −2 | 9   |                                    |
| 5   | Industria Sârmei Câmpia Turzii | 10 | 2 | 4 | 4 | 12 | 16 | −4 | 8   |                                    |
| 6   | Arieșul Turda                  | 10 | 1 | 4 | 5 | 16 | 24 | −8 | 6   |                                    |

### Finala Ligii de Nord
| Echipa 1          | Scor gen. | Echipa 2           | Tur | Retur |
| ----------------- | --------- | ------------------ | --- | ----- |
| Ceramica Bistrița | 0–2       | Tricolor Baia Mare | 0–0 | 0–2   |

Tricolor Baia Mare a promovat în Divizia B

## Liga de Sud

### Seria I
| Loc | Echipa                     | MJ | V  | E | Î | GM | GP | DG  | Pct | Promovare sau retrogradare        |
| --- | -------------------------- | -- | -- | - | - | -- | -- | --- | --- | --------------------------------- |
| 1   | Telefon Club București (Q) | 10 | 10 | 0 | 0 | 56 | 11 | +45 | 20  | Calificare în Finala Ligii de Sud |
| 2   | Oltul Turnu Măgurele       | 10 | 5  | 2 | 3 | 20 | 16 | +4  | 12  |                                   |
| 3   | Turda București            | 10 | 4  | 2 | 4 | 23 | 27 | −4  | 10  |                                   |
| 4   | Venus Câmpina              | 10 | 4  | 1 | 5 | 18 | 26 | −8  | 9   |                                   |
| 5   | Tricolor Venus Călărași    | 10 | 2  | 1 | 7 | 25 | 40 | −15 | 5   |                                   |
| 6   | Radu Negru CFR Pitești     | 10 | 1  | 2 | 7 | 16 | 38 | −22 | 4   |                                   |

### Seria II
| Loc | Echipa                 | MJ | V | E | Î | GM | GP | DG  | Pct | Promovare sau retrogradare        |
| --- | ---------------------- | -- | - | - | - | -- | -- | --- | --- | --------------------------------- |
| 1   | Gloria CFR Galați (Q)  | 9  | 7 | 2 | 0 | 23 | 6  | +17 | 16  | Calificare în Finala Ligii de Sud |
| 2   | VTM Brăila             | 9  | 5 | 0 | 4 | 24 | 21 | +3  | 10  |                                   |
| 3   | Prahova Ploiești       | 5  | 3 | 1 | 1 | 18 | 9  | +9  | 7   |                                   |
| 4   | Avântul Buzău          | 9  | 3 | 1 | 5 | 16 | 18 | −2  | 7   |                                   |
| 5   | Marina Constanța       | 9  | 2 | 1 | 6 | 17 | 23 | −6  | 5   |                                   |
| 6   | Gloria Venera Bazargic | 9  | 2 | 1 | 6 | 13 | 34 | −21 | 5   |                                   |

### Finala Ligii de Sud
| Echipa 1               | Scor gen. | Echipa 2          | Tur | Retur |
| ---------------------- | --------- | ----------------- | --- | ----- |
| Telefon Club București | 0-2       | Gloria CFR Galați | 1–2 | 1–0   |

Telefon Club București a promovat în Divizia B

## Liga de Vest
| Loc | Echipa                   | MJ | V  | E | Î  | GM | GP | DG  | Pct | Promovare sau retrogradare |
| --- | ------------------------ | -- | -- | - | -- | -- | -- | --- | --- | -------------------------- |
| 1   | UDR Reșița (C, P)        | 18 | 17 | 1 | 0  | 62 | 8  | +54 | 35  | A promovat în Divizia B    |
| 2   | Minerul Lupeni           | 18 | 13 | 0 | 5  | 31 | 21 | +10 | 26  |                            |
| 3   | SSMR Reșița              | 18 | 11 | 2 | 5  | 39 | 20 | +19 | 24  |                            |
| 4   | Mica Brad                | 18 | 9  | 1 | 8  | 28 | 35 | −7  | 19  |                            |
| 5   | Electrica Timișoara      | 18 | 7  | 4 | 7  | 35 | 31 | +4  | 18  |                            |
| 6   | Progresul Timișoara      | 18 | 7  | 3 | 8  | 44 | 33 | +11 | 17  |                            |
| 7   | Banatul Timișoara        | 18 | 7  | 3 | 8  | 28 | 25 | +3  | 17  |                            |
| 8   | CSM Lugoj                | 18 | 6  | 2 | 10 | 20 | 41 | −21 | 14  |                            |
| 9   | Olimpia PTT Arad         | 18 | 3  | 0 | 15 | 30 | 66 | −36 | 6   |                            |
| 10  | Politehnica Timișoara    | 18 | 1  | 2 | 15 | 11 | 48 | −37 | 4   |                            |
| 11  | CFR Turnu Severin (D)    | 0  | 0  | 0 | 0  | 0  | 0  | 0   | 0   | Excluse                    |
| 12  | Fulgerul CFR Craiova (D) | 0  | 0  | 0 | 0  | 0  | 0  | 0   | 0   | Excluse                    |

1. ↑  CFR Turnu Severin s-a retras din campionat la 26 aprilie 1937, iar rezultatele acestuia au fost anulate.
2. ↑  Fulgerul CFR Craiova s-a retras din campionat în martie 1937, iar rezultatele acestuia au fost anulate.

## Liga Centrală
| Loc | Echipa                  | MJ | V  | E | Î  | GM | GP | DG  | Pct | Promovare sau retrogradare |
| --- | ----------------------- | -- | -- | - | -- | -- | -- | --- | --- | -------------------------- |
| 1   | SG Sibiu (C, P)         | 20 | 15 | 2 | 3  | 53 | 24 | +29 | 32  | A promovat în Divizia B    |
| 2   | Sparta Mediaș           | 20 | 10 | 6 | 4  | 43 | 22 | +21 | 26  |                            |
| 3   | CS Târgu Mureș          | 20 | 10 | 5 | 5  | 53 | 32 | +21 | 25  |                            |
| 4   | Vitrometan Mediaș       | 20 | 10 | 4 | 6  | 37 | 28 | +9  | 24  |                            |
| 5   | Brașovia Brașov         | 20 | 11 | 1 | 8  | 47 | 25 | +22 | 23  |                            |
| 6   | SS Sibiu                | 20 | 9  | 2 | 9  | 23 | 39 | −16 | 20  |                            |
| 7   | Klinger Sfântu Gheorghe | 20 | 8  | 3 | 9  | 28 | 31 | −3  | 19  |                            |
| 8   | Patria Diciosânmartin   | 20 | 8  | 2 | 10 | 35 | 30 | +5  | 18  |                            |
| 9   | Acvila CFR Sighișoara   | 20 | 6  | 1 | 13 | 30 | 63 | −33 | 13  |                            |
| 10  | Fraternitas Tălmaciu    | 20 | 5  | 3 | 12 | 36 | 53 | −17 | 13  |                            |
| 11  | CS Blaj                 | 20 | 3  | 1 | 16 | 28 | 66 | −38 | 7   |                            |
| 12  | BMTE Brașov (D)         | 0  | 0  | 0 | 0  | 0  | 0  | 0   | 0   | Exclus.                    |

1. ↑  BMTE Brașov s-a retras din campionat după 9 mai 1937 și rezultatele au fost anulate.

## Liga de Est
| Loc | Echipa                              | MJ | V | E | Î  | GM | GP | DG  | Pct | Promovare sau retrogradare |
| --- | ----------------------------------- | -- | - | - | -- | -- | -- | --- | --- | -------------------------- |
| 1   | Hatmanul Luca Arbore Rădăuți (C, P) | 12 | 8 | 1 | 3  | 29 | 18 | +11 | 17  | A promovat în Divizia B    |
| 2   | Stadiul CFR Bacău                   | 12 | 7 | 3 | 2  | 35 | 15 | +20 | 17  |                            |
| 3   | Macabi Chișinău                     | 12 | 7 | 2 | 3  | 19 | 17 | +2  | 16  |                            |
| 4   | Dovbuș Cernăuți                     | 12 | 6 | 1 | 5  | 28 | 24 | +4  | 13  |                            |
| 5   | Victoria CFR Iași                   | 12 | 4 | 2 | 6  | 20 | 23 | −3  | 10  |                            |
| 6   | Traian Tighina                      | 12 | 4 | 1 | 7  | 16 | 28 | −12 | 9   |                            |
| 7   | Cetatea Sucevei Suceava             | 12 | 1 | 0 | 11 | 10 | 32 | −22 | 2   |                            |